# Industrieministerium der Republik Litauen
Das Industrieministerium der Republik Litauen (lit. Lietuvos Respublikos pramonės ministerija) war ein Industrieministerium in Litauen. 

## Geschichte
Es entstand am 26. Oktober 1990 aufgrund Regierungsverordnung der Premierministerin Kazimira Prunskienė aus drei sowjetlitauischen Ministerien: Ministerium für einheimische Industrie,  Ministerium für Möbel- und Papierindustrie und Ministerium für Leichtindustrie.
Das Industrieministerium wurde im März 1991 aufgrund des Gesetzes (Lietuvos Respublikos įstatymas Dėl  Lietuvos Respublikos  pramonės  ministerijos  panaikinimo) unter der Leitung des ehemaligen Industrieministers Rimvydas Jasinavičius nach der Regierungsverordnung von Gediminas Vagnorius aufgelöst. Jetzt gibt es das Wirtschaftsministerium Litauens.

## Minister
- 1990–1991: Rimvydas Jasinavičius (* 1943)

## Vizeminister
- Raimundas Barcevičius
- Vaclovas Šleinota (1951–2024)
- Romualdas Valiukevičius[3]